# Pleuronota setosa
Pleuronota setosa är en skalbaggsart som beskrevs av Moser 1914. Pleuronota setosa ingår i släktet Pleuronota och familjen Cetoniidae. Utöver nominatformen finns också underarten P. s. imuganica.